# فروپاشی رابطه
«فروپاشی رابطه» (به انگلیسی: Communication Breakdown) ترانه‌ای از لد زپلین، گروه راک بریتانیایی است. این ترانه در اولین آلبوم استودیویی گروه که لد زپلین نام داشت، قرار گرفته بود و در سال ۱۹۶۹ منتشر شد. این ترانه از محبوب‌ترین ترانه‌های لد زپلین در کنسرت‌ها بود و از جمله معدود ترانه‌هایی بود که هر سالی که گروه تور برگزار می‌کرد، این ترانه را هم اجرا می‌کرد. کنسرت‌ها یا با این ترانه شروع می‌شدند یا این ترانه به عنوان Encore نواخته می‌شد. رابطه بهم‌خورده در ایالات متحده به عنوان ترانه پشتی اوقات خوب اوقات بد منتشر شد. بلندر در سال ۲۰۰۳ این ترانه را در فهرست «۱۰۰۱ ترانه برتر برای دانلود در همین لحظه» قرار داشت.